# Њутон (Масачусетс)
Њутон (енгл. Newton) град је у америчкој савезној држави Масачусетс. По попису становништва из 2020. у њему је живело 88.923 становника.

## Демографија
Према попису становништва из 2010. у граду је живело 85.146 становника, што је 1.317 (1,6%) становника више него 2000. године.
| Група             | 2000.          | 2010.          |
| Белци             | 72.388 (86,4%) | 67.801 (79,6%) |
| Афроамериканци    | 1.653 (2,0%)   | 2.160 (2,5%)   |
| Азијати           | 6.434 (7,7%)   | 9.790 (11,5%)  |
| Хиспаноамериканци | 2.111 (2,5%)   | 3.476 (4,1%)   |
| Укупно            | 83.829         | 85.146         |